# Guy Sjöwall

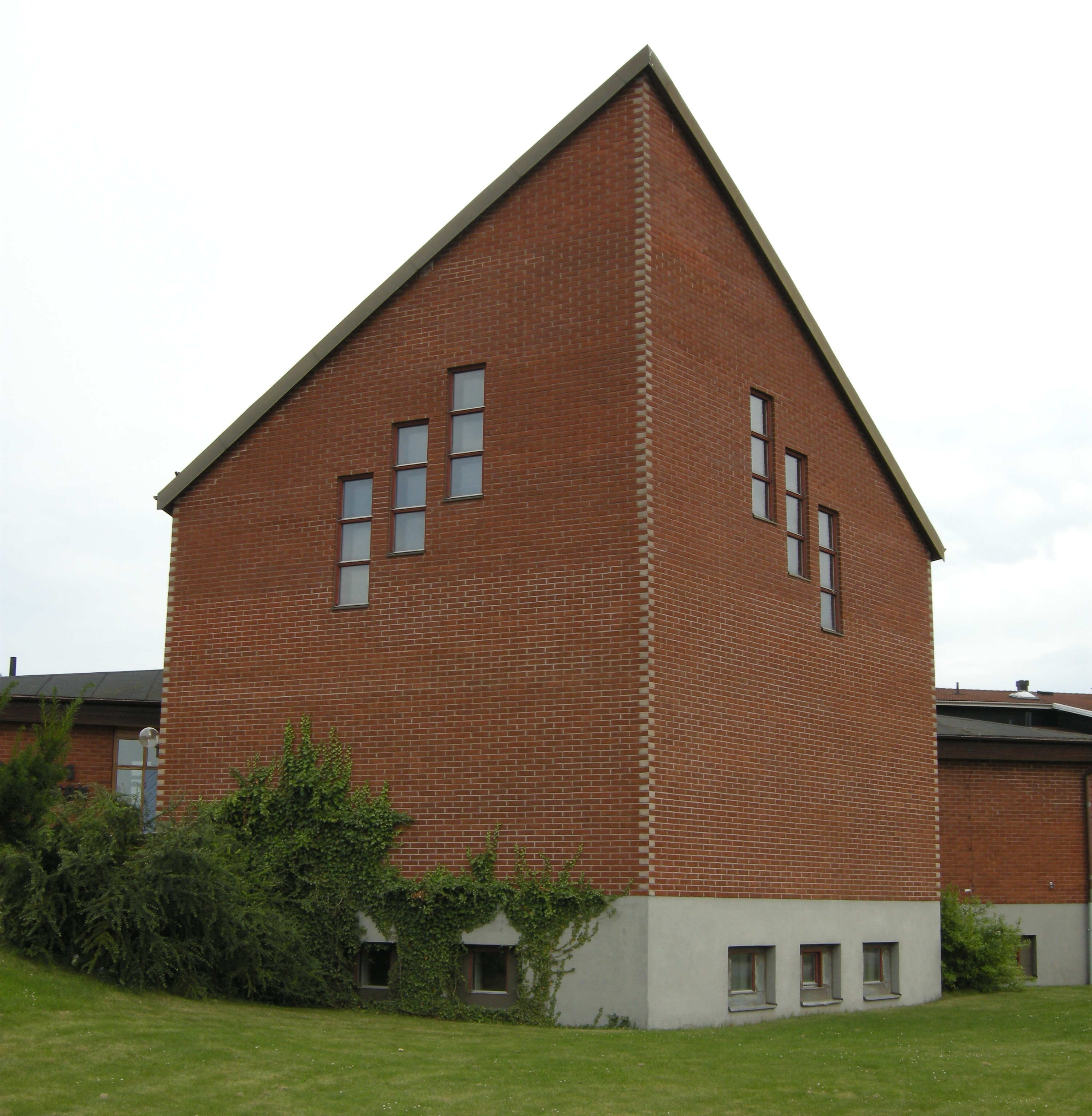
Åbylundskyrkan i Norrköping

Guy Bengt Leonard Sjöwall, född 10 juni 1946 i Växjö, är en svensk artkitekt, främst känd för sitt arbete med kyrkor och andra församlingslokaler. 
Guy Sjöwall avlade arkitektexamen 1970 vid Lunds Tekniska Högskola och tjänstgjorde därefter i fyra år i Luleå. Där ritade han sin första kyrka, Stadsökyrkan i Gammelstad. Projektet ledde vidare till att han, efter nya uppdrag och flytt till Norrköping 1975, ritade och projekterade nybyggnation och restaureringar av kyrkor och andra kulturbyggnader.. 
Utomlands finns Sjöwall representerad i Norge, Finland, Ryssland, Polen, Tyskland, Egypten och USA.